# Mode 1550–1600

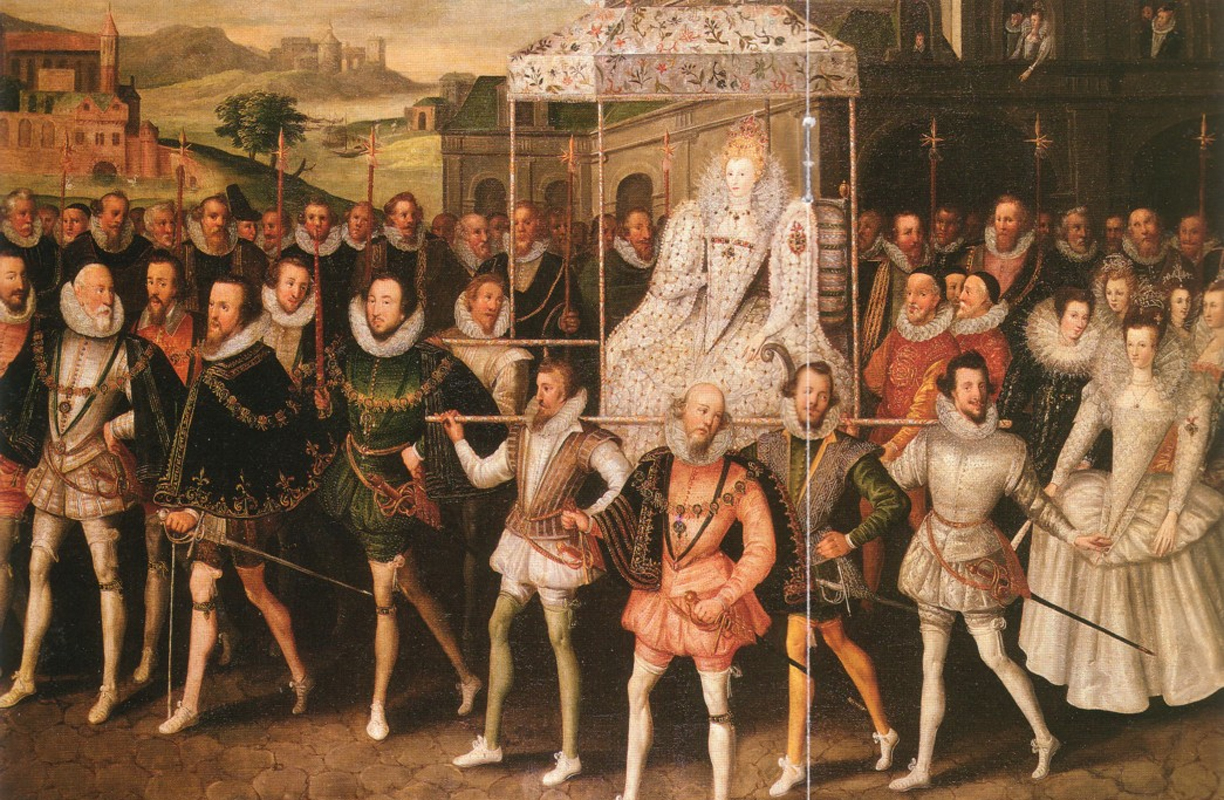
Elizabeth I, Procession Portrait

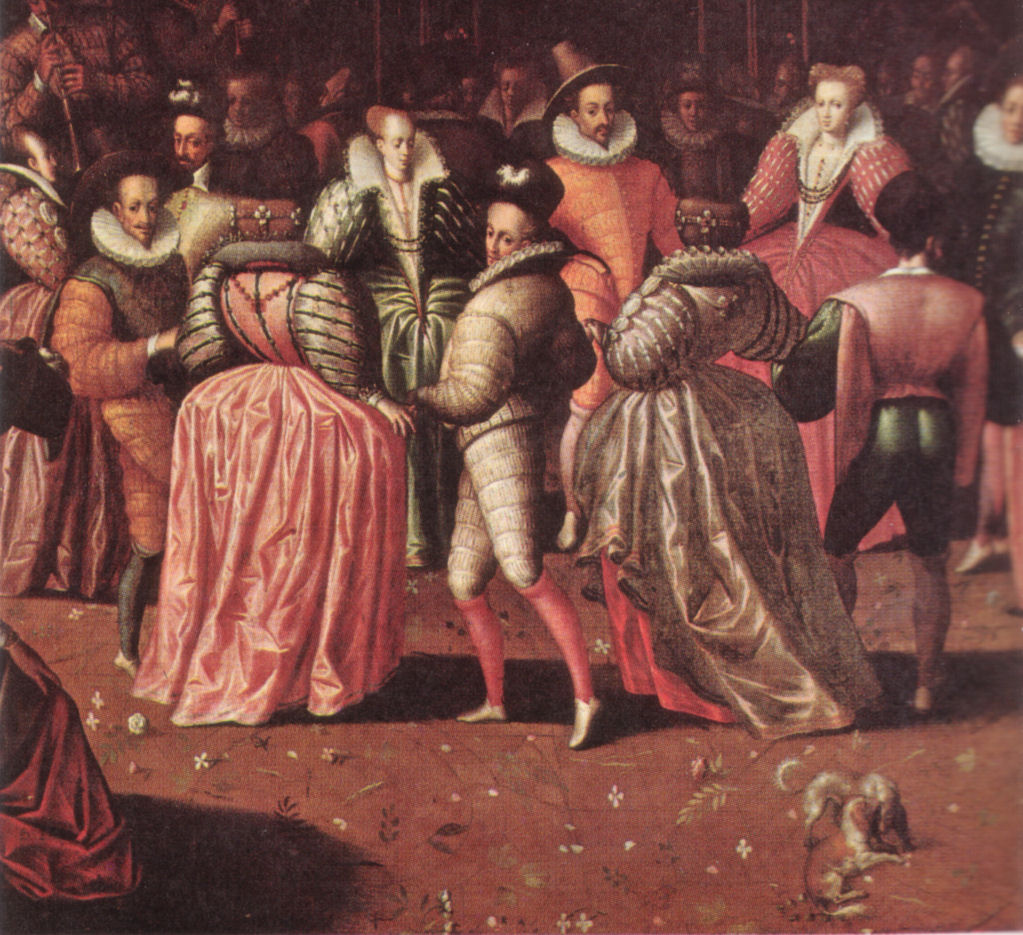
Ball Henri III

Mode 1550–1600 syftar på modet i Europa under perioden mellan 1550 och 1600. Under denna tidsperiod var mode ett västerländskt fenomen, eftersom klädedräkten i andra delar av världen under denna tidsperiod bestod av en etnisk och kulturell klädedräkt, som inte genomgick förändringar efter modets växlingar på det sätt som skedde i Europa. 

## Allmänt
1500-talet var en period när man tydligare kunde observera olika nationella moderiktningar. Under första hälften av 1500-talet delades modet in i tyskt mode, spanskt mode, italienskt mode och franskt mode. Under andra hälften av 1500-talet blev däremot det spanska modet modernt i hela Europa, om än med vissa modifikationer: i England bars till exempel den franska versionen av det spanska modet. 1500-talets mode delas därför modehistoriskt in i den tyska-italienska perioden 1500–1550, och i den spanska perioden 1550–1600. I de nordiska länderna, Danmark-Norge och Sverige (med Finland), följde man det tyska modet 1500–1550, och den tyska versionen av det spanska modet 1550–1600. 

### Spanska modet
Under renässansen kom också det spanska modet, som nådde sin höjdpunkt under Filip II av Spanien. Det var ett strängt mode, med styva, obekväma kläder och kvarnstenskrage alternativt spetsprydd pipkrage. Inom det spanska modet liknade mannens och kvinnans dräkt varandra på överkroppen och skilde sig bara under midjan; midjan var hårt åtsnörd, ärmarna var långa och hårt stoppade för båda könen. Under midjan tillkom för kvinnans del vida skört över den första, trumformade krinolinen, vertugallen, och för mannens del hårt stoppade och stela knäbyxor. Andra detaljer var kläder av broderat tyg med ärmar av avvikande material samt spetsmanschetter. Kvinnans hår syntes nu för första gången helt och hållet, under endast en liten hätta som nästan bara var en hårprydnad; det skulle vara högt uppsatt, och peruker var vanliga. Mestadels hade man obetäckt huvud; det blev modernt med hög panna, och kvinnorna flätade in pärlor i frisyren. Färgerna var ofta mörka, förutom vid det engelska hovet. 
Under midjan tillkom för kvinnans del vida skört över den första, trumformade krinolinen, vertugallen, och för mannens del hårt stoppade och stela knäbyxor. Andra detaljer var kläder av broderat tyg med ärmar av avvikande material samt spetsmanschetter. Mannens hår kunde vara både kortklippt och axellångt. Kvinnans hår syntes nu för första gången helt och hållet, under endast en liten hätta som nästan bara var en hårprydnad; det skulle vara högt uppsatt, och peruker var vanliga. Mestadels hade man obetäckt huvud; det blev modernt med hög panna, och kvinnorna flätade in pärlor i frisyren. 
Under den spanska modeperioden 1550–1600 var svart den i särklass mest populära basfärgen, medan andra färger - som brunt, lila och rött - var undantag från regeln. Ett undantag var det engelska hovet, som var känt för att bära det spanska modet i ljusa färger.  
Den svarta färgen användes för att fästa uppmärksamheten på andra saker. Under renässansen kom egenskaper som bildning, kunskap om konst och etikett att bli de egenskaper som signalerade status, och den svarta färgen skulle signalera att man inte behövde använda färger för att distrahera någon från personliga kvaliteter och talanger. 
Den svarta färgen kom, enligt samma resonemang, att användas av det holländska borgerskapet för att signalera egenskaperna respektabilitet och fromhet, som skilde borgerskapet från vad man uppfattade som den primitiva bondebefolkningen och den omoraliska adeln, och färgen svart kom från denna tid och framåt också att bli det "respektabla borgerskapets" färg i hela Europa.

## Dammode

### Klädedräkt
Från omkring 1550 och framåt blev det spanska modet modernt i hela Europa. Tiden 1560–1580 var modesillhuetten formad som en strut på grund av den strutformade underkjolen, samt att kvinnor ofta bar samma ärmlösa jacka och rock över klänningen, men från 1580 förändrades silhuetten och blev timglasformad, genom den trumformade vertugallen, smala korsettmidjan och vida stoppade axlar. 
Underst bar kvinnor en vit linnesärk (chemise, smock). Den underklänning som dittills burits över särken blev cirka 1545–1550 delad i ett livstycke (ett liv med ärmar) och en underdel (underkjol), som därmed bildade ett snörliv och en underkjol. 
Det var vid denna tid korsetten spred sig från Spanien och till resten av Europa: livstycket, som fungerade som ett snörliv, hade löstagbara ärmar och ett långt liv med tjockare tyg, styvnat med bland annat valben. Livet var långt och konformat och gick ned i en djup spets i midjan. 
Överdelen av klädedräkten såg ofta likadan ut för män och kvinnor och var ofta höghalsad. Det förekom fortfarande att kvinnor bar fyrkantiga dekolletage, som kunde täckas med en bröstduk (partlet). 
Över livstycket kunde bäras en jacka, (doublet), av samma slag som en man. Efter 1580 skulle jackan helst ha vida skört. Istället för en doublet kunde man också bära en klänning med löstagbara ärmar, som ofta öppnade sig på framsidan och visade framsidan av livstycket och underkjolen. 
Ärmarna var löstagbara och skulle vara snäva nedtill och vidare upptill, och blev med tiden alltmer hårt stoppade över axlarna. Klänningens eller doubletens ärmar kunde vara vida och öppna sig över livstycktes stela ärmar. Det var också vanligt att inte använda ytterärmarna, utan enbart visa livstyckets ärmar. 
Över doublet-jackan eller klänningen kunde kvinnor bära den oftast ärmlösa, vida jerkin-västen, som också var populär för män: detta var särskilt populärt 1550–1580, innan den trumformade styvkjolen blev modern. 
Före 1500-talet finns inga uppgifter om att kvinnor skulle ha varit annat än nakna under kjolarna, men vid denna tid finns det uppgifter om att venetianska kurtisaner bar linneunderbyxor. Dessa sågs dock som mansplagg och associerades med prostituerade och tycks inte ha blivit något allmänt accepterat mode. 
Strumpor drogs upp till knäna där de fästes med strumpeband. 
Ovanpå särken bars en styvkjol (vertugall). Styvkjolen var först formad som en tratt eller kon och hade en blygsam vidd. Från 1580 bars den franska vertugallen, som var formad som en trumma och som växte till en enorm vidd, vars trumform framhävdes ytterligare genom vida skört. Över vertugallen bars underkjolen. Om en klänning bars, kunde den öppna sig över underkjolen. 
Det kännetecknande för det spanska modet var pipkragen. Ursprungligen bestod pipkragen av en bit av den vita särken som syntes ovanför halslinningen: till höghalsade plagg, som var moderna på 1550-talet, bars nämligen höghalsade särkar för att skydda överplagget mot svett, vilket bildade en krusad vid kant ovanför kragen. Allteftersom förlängdes och stärktes dessa veck för att öka effekten, och blev så småningom en lös pipkrage, som efter 1580 växte alltmer i storlek. Både män och kvinnor bar pipkrage, och den löstagbara pipkragen kunde bäras både till höghalsade och urringade klänningar. Till urringade klänningar kunde kvinnor föredra att bära en pipkrage som öppnade sig på framsidan för att framhäva urringningen. 

### Hår och huvudbonad
Under 1500-talet började vuxna gifta kvinnor visa håret. Det typiska var att dela håret i mitten och kamma upp det över kammar vid tinningarna och uppsatt baktill i en knut. Över håret bar man den "franska hättan", som nu bars ensam utan någon slöja fäst vid den, utöver att en skir slöja kunde fästas på baksidan av hättan som sorgklädsel. Dok blev omoderna under denna tid och ersattes av bindmössor även bland icke adliga kvinnor. Kvinnor började också bära hatt: dessa bestod ofta av herrhattar i miniatyr. Utomhus och på resa kunde kvinnor bära mask över ansiktet för att skydda huden mot solen. Kosmetika blev vanligt under denna period: vissa ämnen i kosmetikan vid denna tid var giftiga, men det förekom också helt ofarliga ämnen.  

### Bildgalleri

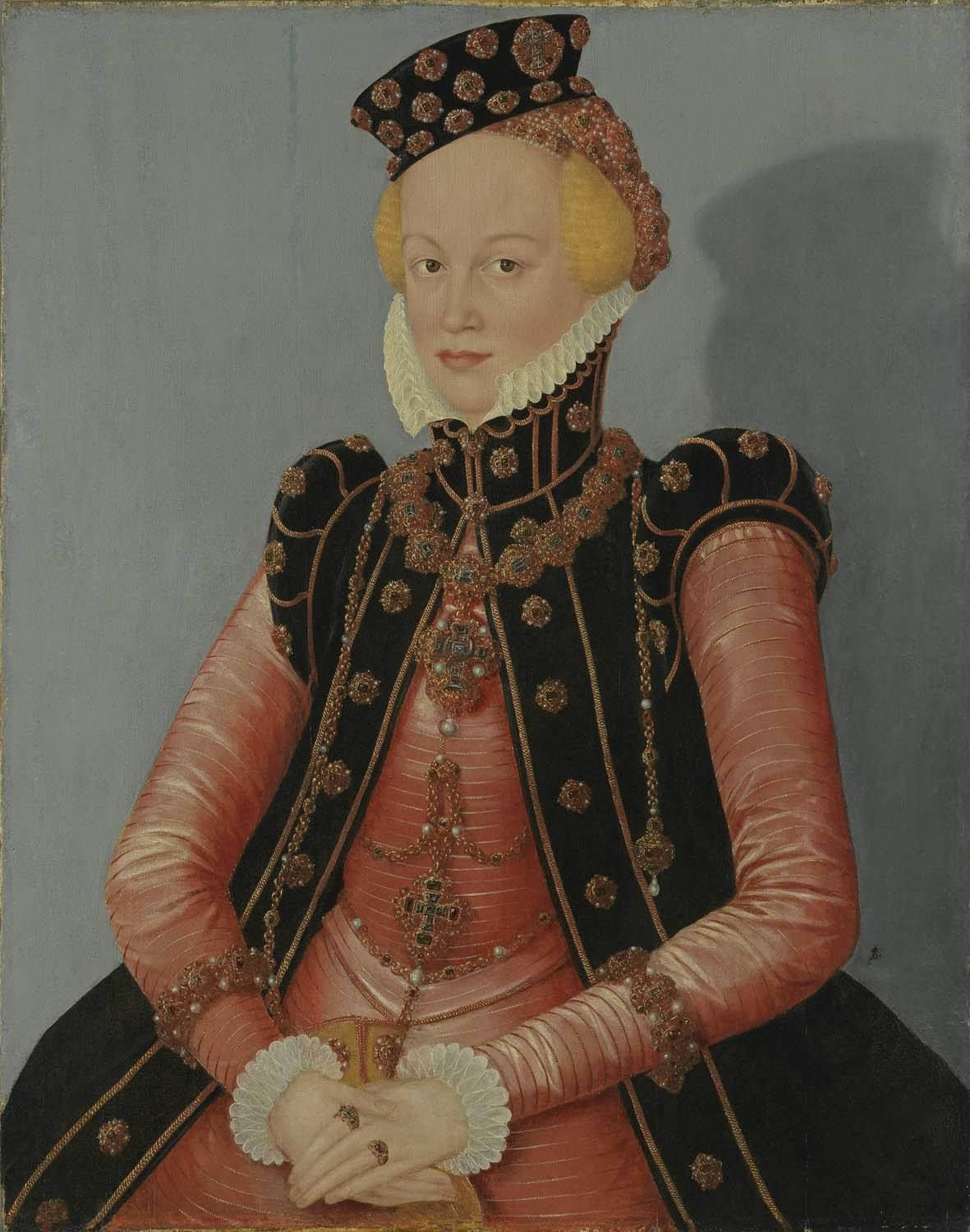
Rosa underklänning (livstycke och kjol) under en typisk vid, svart, ärmlös jerkin-väst. En typisk herrhatt i miniatyr.
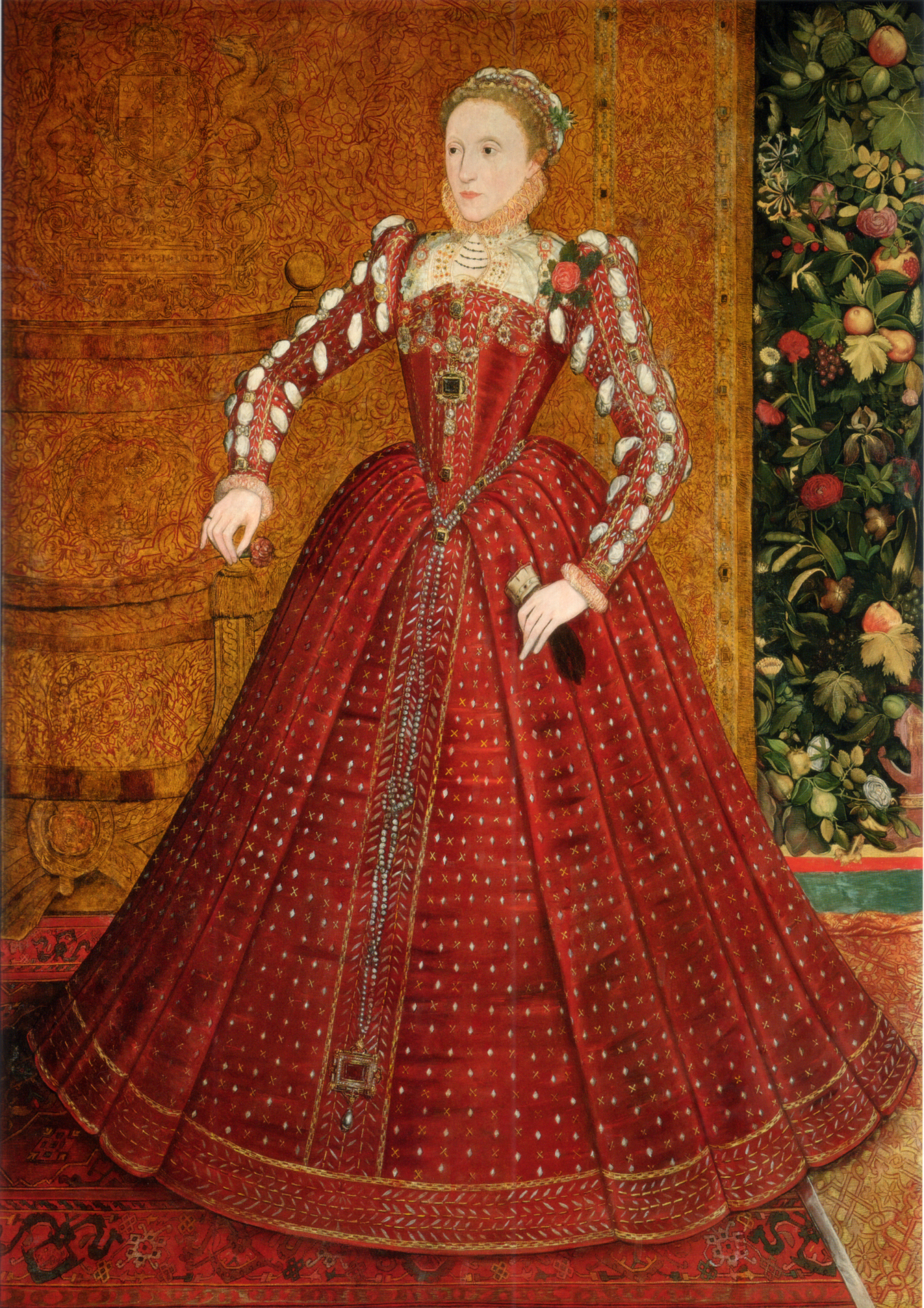
Cirka 1570: en blygsam pipkrage och snäva ärmar. Under kjolen en ännu trattformad vertugall.
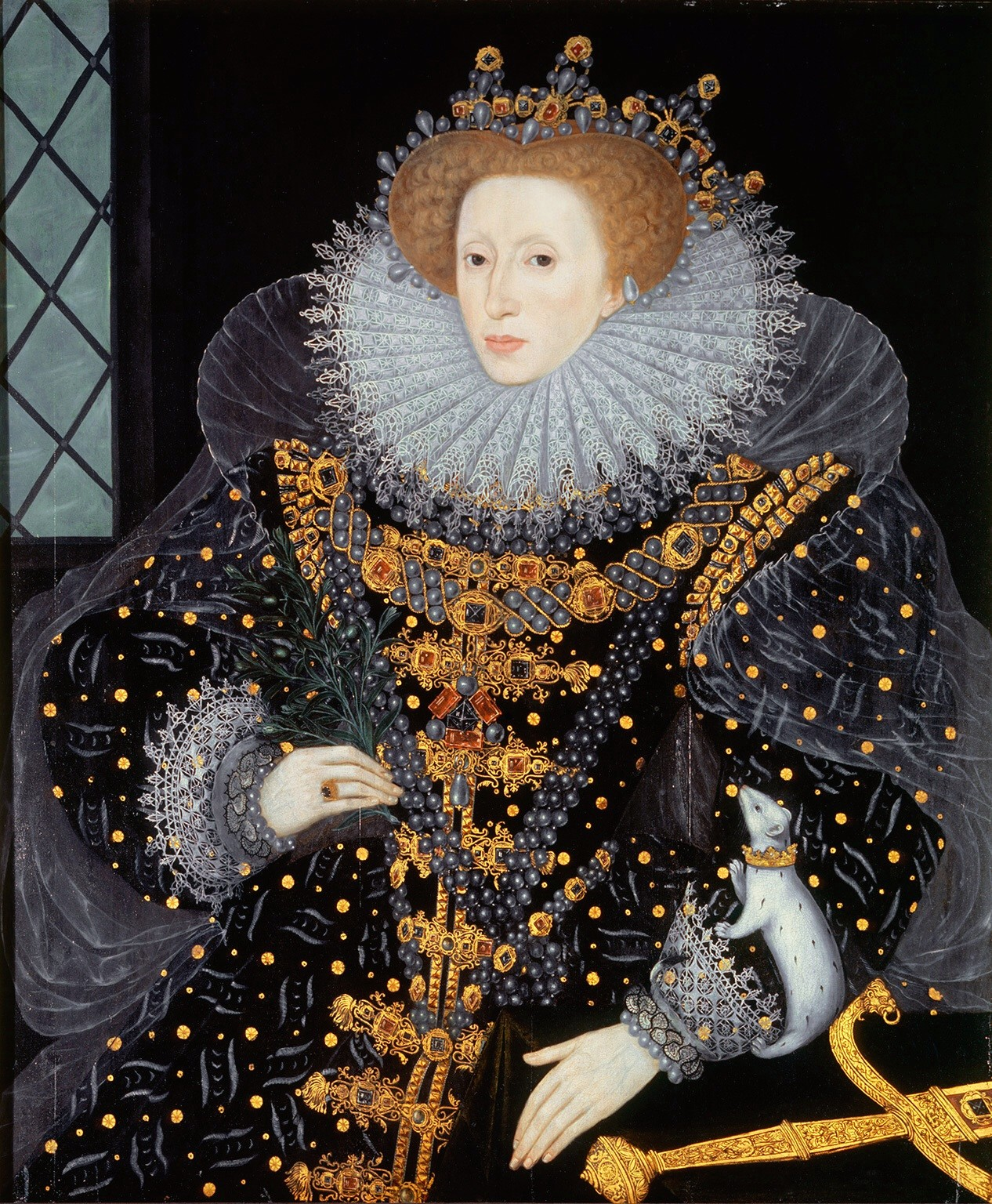
Elisabet I av England, iförd den spanska modedräkten med rund styv pipkrage, klänning i mörkt tyg och pärlor i håret. Lösa stoppade ärmar.
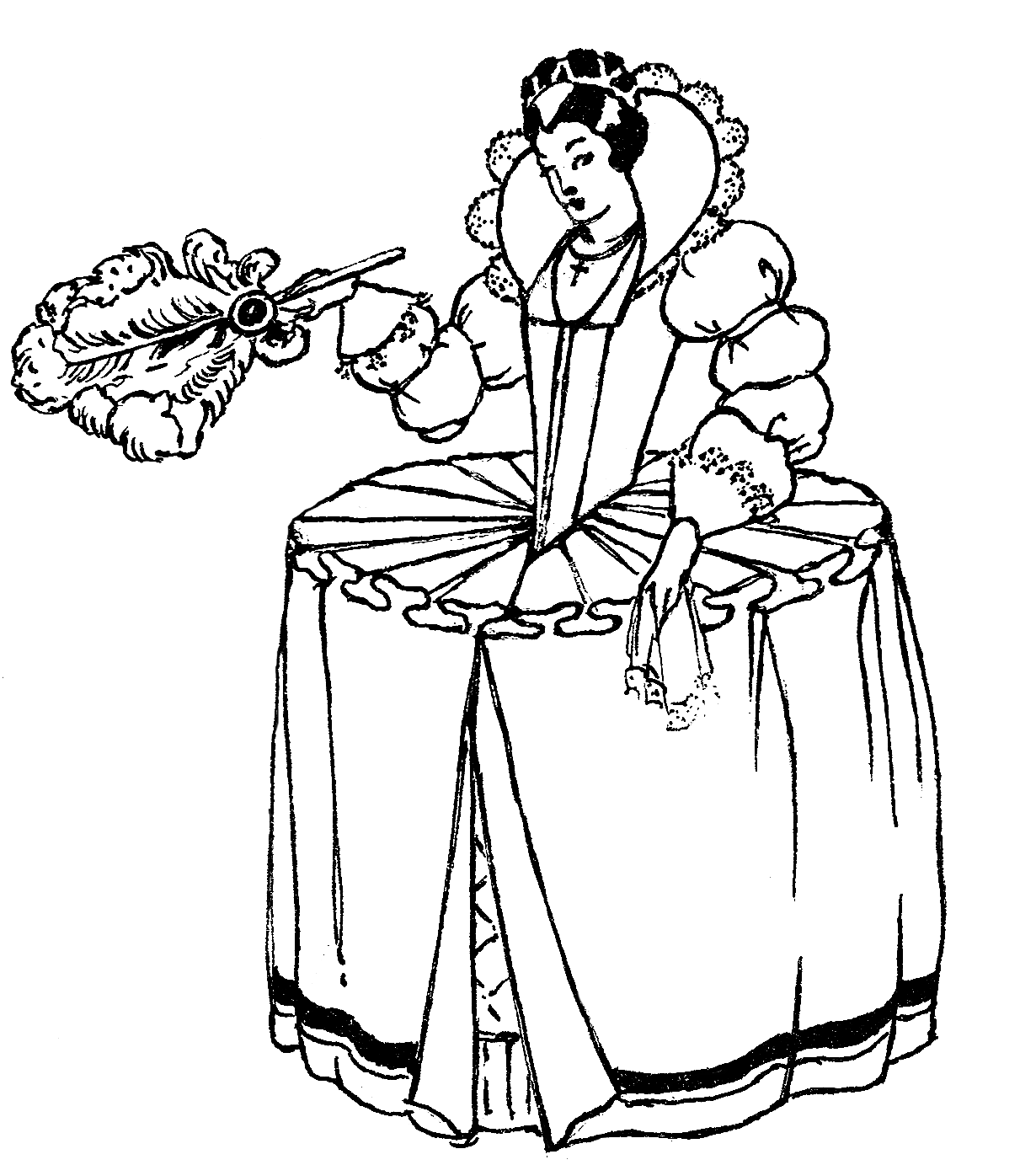
Silhuetten 1580–1620. Pipkragen delad över en fyrkanting urringning. En doublet med lösa stoppade ärmar och lågt sittande spetsigt liv med styvnad. En fransk trumformad vertugall, framhävd av livets vida skört.
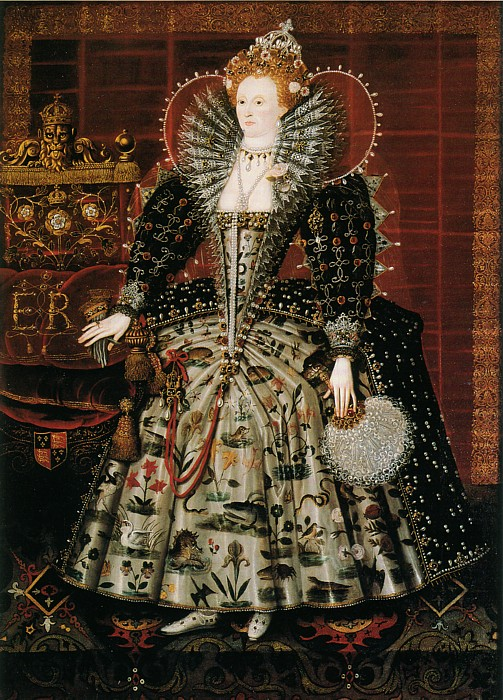
1592. Svart klänning öppen över ett lågt mönstrat livstycke med styvnad och underkjol monterad över en trumformad vertugall. Pipkrage delad fram över en urringning.

## Herrmode

### Klädedräkt
Mannens skjorta hade vid denna tid fått en krage och manschetter, som från början var veckade. Över skjortan bars en långärmad jacka/tröja som kallades doublet: precis som kvinnornas snörliv blev denna doublet styvnad på olika sätt och kom att fungera som en korsett, men med tiden blev den dessutom stoppad och vadderad för att framhäva den då moderna konformen som pekade i en spets mot midjan. Ärmarna var löstagbara, snäva längst ned och stoppade upptill med vida axlar. 
Över denna doublet bars i början av perioden en kortärmad väst (jerkin) med styva axelvaddar, ibland av läder, men jerkin ersattes gradvis med en kapé. 
Skjortans vita veckade krage och manschetter skymtade på 1550-talet fram vita och krusade vid linningen till doubletens krage och ärmar, och för att förstärka effekten förlängdes och stärktes dessa tills de utvecklade sig till en pipkrage, som efter 1580 blev så stor att den blev löstagbar;  även manschetterna stärktes som små pipkragar.
Över kalsongerna bars vida puffbyxor som var slutna över baken men öppna fram, där könet täcktes av en blygdkapsel. Blygdkapseln framhävdes mycket och kunde även den stoppas och dekoreras: mot slutet av denna period, efter 1570-talet, började dock blygdkapseln alltmer fasas ut då byxorna började sys ihop även på framsidan. Puffbyxorna kunde komma i olika längd och modell, men var aldrig längre än precis över knäet. Mycket korta byxor bars över snäva knäbyxor (cannions) som slutade vid knäet. En vanlig form av knäbyxor var de slitsade pluderhosor. Spanska pyffbyxor var ofta stela och stoppade, och utan slits.
Knästrumpor med strumpeband vid knäet bars under knäbyxorna; till ridning täcktes de med knähöga stövlar.  
Som ytterkläder bars rockar, med eller utan ärmar, men houppelande och manteln började nu bli omodern. Den höga hatten uppkom på 1570-talet genom att barettens veckade krona förlängdes och styvnade och dess brätten slätades ut och styvnades. 

### Hår och huvudbonad
Under denna period blev den modernt med skägg, och det förut halvlånga håret blev kort och kammat rakt från ansiktet.

### Bildgalleri

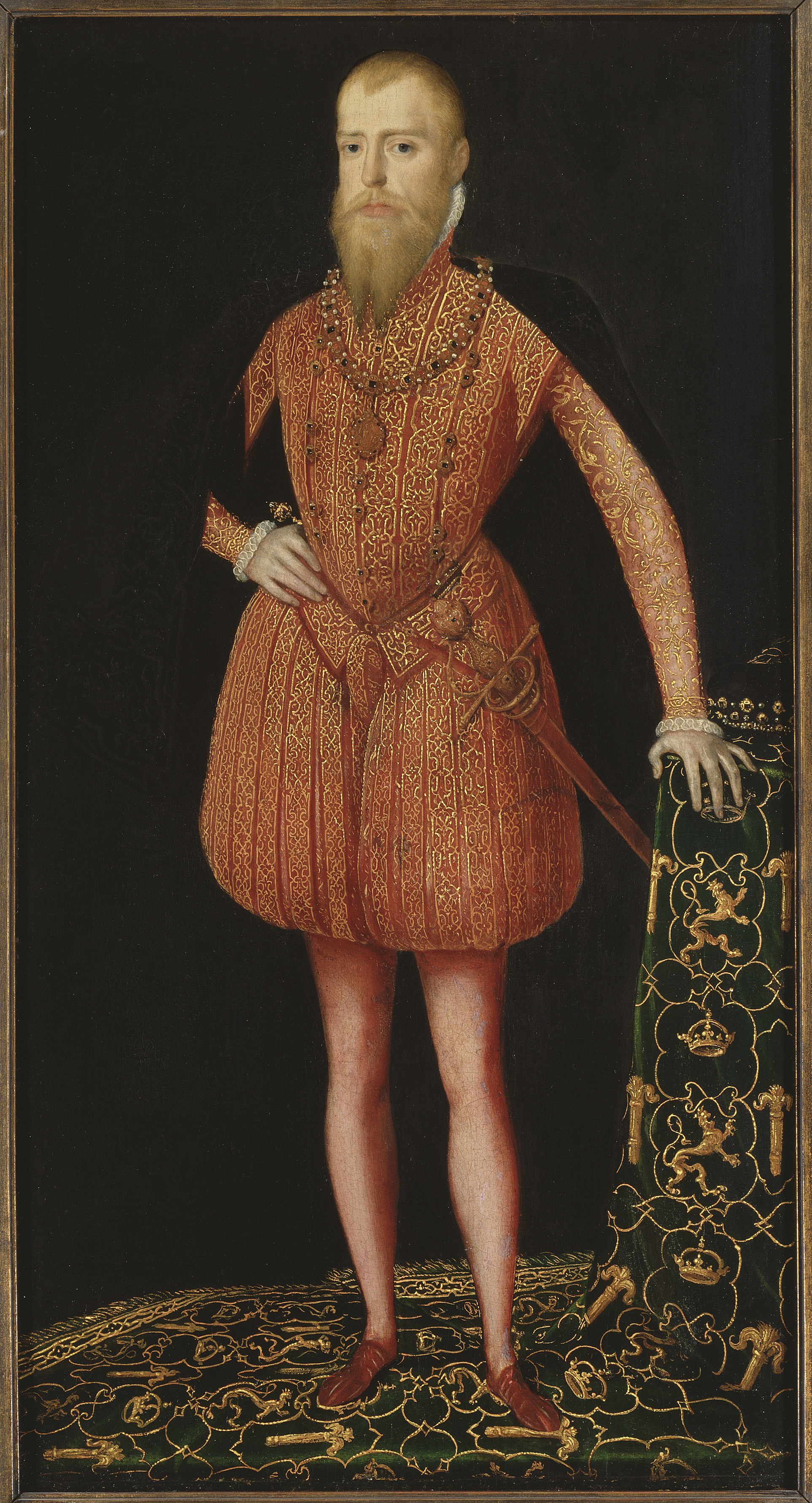
En vid svart kapé över en kortärmad röd doublet-tröja med långt stoppat liv. Stoppade röda puffbyxor. Stoppad blygdkapsel. Röda knästrumpor.
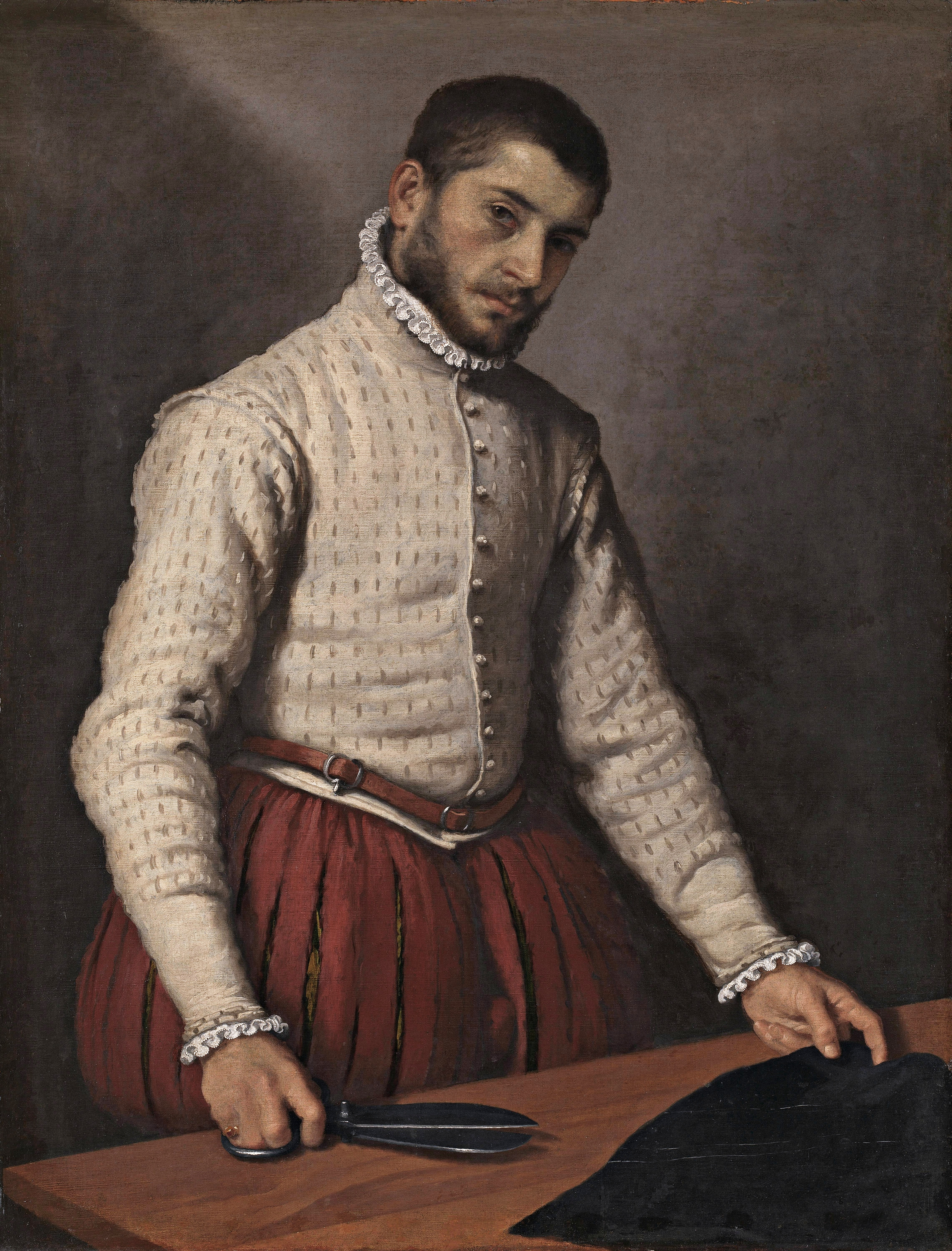
En vit doublet-tröja, röda knälånga puffbyxor och den första antydan till pipkrage.
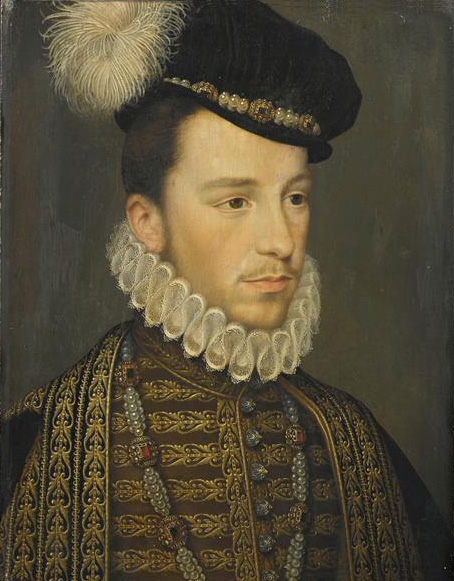
En vid svart kapé över en svart doublet-tröja med knappar. En löstagbar pipkrage. En barett med plym över det bakåtkammade håret.